# 宋祁
宋 祁（そう き、998年 - 1061年）は、北宋の文学家・史学家。字は子京、小字は選郎。安州安陸県の出身。兄は宋庠（宋郊）。
兄の宋庠と共に進士となる。国子監直講・太常博士に任じられ、後に龍図閣直学士・史官修撰に遷る。詩文では兄と名声を等しくし、人々から「二宋」と称された。彼の文は簡単でありながら奥深く、晦渋で流麗な作品も数多く、「紅杏枝頭春意鬧」という名句がある。文集に『宋景文公集』。また欧陽脩と『新唐書』を編纂した。